# Popolá
Popolá es un poblado ubicado en el estado mexicano de Yucatán, específicamente en el municipio de Valladolid, al oriente del estado. Tiene una altitud promedio de 30 m s. n. m. y en 2010 tenía una población de 4 176 habitantes.

## Infraestructura

### Medios de comunicación
Telefonía
La localidad cuenta con la señal de Telcel en las modalidades GSM, TDMA y GPRS.